# Todd Kane
Todd Arthur Lucien Kane (Huntingdon, 17 september 1993) is een Engels voetballer die bij voorkeur als rechtsachter speelt. Hij tekende in maart 2024 een contract bij Stockport County FC. Hij speelde interlands voor diverse jeugdelftallen van Engeland.  

## Clubcarrière

### Chelsea
Kane werd op zijn zevende opgenomen in de jeugdopleiding van Chelsea. Hier tekende hij in juli 2011 zijn eerste profcontract. Chelsea verhuurde hem in november 2012 voor twee maanden aan Preston North End. Hiervoor maakte hij zijn debuut als betaald voetballer, in de League One. In totaal kwam hij tot vijf optredens in het eerste elftal van Preston North End. Chelsea verhuurde Kane in januari 2013 voor één maand aan Blackburn Rovers, op dat moment spelend in de Championship. Die club huurde hem op 15 maart 2013 opnieuw.
Kane zette op 25 april 2013 zijn handtekening onder een nieuw contract bij Chelsea, dat hem tot medio 2016 aan de club verbond. Kane werd vervolgens weer verhuurd. Chelsea verhuurde Kane op 25 juni 2013 opnieuw aan Blackburn Rovers, ditmaal voor het volledige voetbalseizoen 2013/14. Kane scoorde op 24 augustus 2013 zijn eerste doelpunt in het professionele voetbal, in een 5-2 overwinning op Barnsley FC.
De huurdeal met Blackburn Rovers liep op 31 mei 2014 af, Kane keerde terug naar Chelsea. Opnieuw leek zijn kans op speeltijd nihil te gaan worden. Hij maakte dan ook wederom geen minuten voor het eerste elftal van Chelsea. Op 14 november 2014 werd bekend dat Todd Kane voor twee maanden verhuurd zou worden aan Bristol City FC. Hier kwam hij, mede door een schouderblessure, maar tot vijf optredens. Nadat zijn verhuurperiode bij Bristol City stopgezet werd per 7 januari 2015, vertrok Kane een dag later naar Nottingham Forest FC. Hier kwam hij tot acht wedstrijden en trof hij eenmaal het net.
In mei 2015 keerde Kane terug bij Chelsea FC. Hier draaide hij zijn voorbereiding op het seizoen 2015/16. Kane zette op 3 augustus 2015 zijn handtekening onder een nieuw contract bij Chelsea, dat hem tot medio 2018 aan de club verbond.

### N.E.C.
Chelsea verhuurde Kane gedurende het seizoen 2015-2016 aan N.E.C., dat net was gepromoveerd naar de Eredivisie. Op 12 augustus 2015 maakte hij zijn debuut in de met 1-0 gewonnen wedstrijd tegen Excelsior. Op 10 april 2016 maakte hij zijn eerste doelpunt voor N.E.C., tegen FC Utrecht (3-1 verlies). In de wedstrijd tegen PEC Zwolle op 20 april 2016 viel Kane geblesseerd uit in de negentigste minuut. Hij bleek zijn kruisband te hebben afgescheurd, waardoor hij zes maanden buitenspel stond en zijn laatste wedstrijd voor N.E.C. gespeeld had.
Kane's zware blessure gooide roet in het eten met betrekking tot speelminuten bij Chelsea of bij een andere club. Op 23 september 2016 verlengde Kane zijn contract bij Chelsea opnieuw, ditmaal tot medio 2019.

### FC Groningen
Op 5 juli 2017, na te zijn hersteld van zijn knieblessure, werd Kane voor een jaar verhuur aan FC Groningen. Hier kreeg hij rugnummer 2 toegewezen. Zijn huurovereenkomst werd in januari 2018 voortijdig beëindigd. Op 31 januari werd hij verhuurd aan Oxford United. In het seizoen 2018/19 werd hij verhuurd aan Hull City.

### QPR
Nadat nieuwe contractonderhandelingen met Chelsea niets opleverden, tekende Kane in juli 2019 een driejarig contract bij Queens Park Rangers dat uitkomt in de Championship. Hij speelde daar twee seizoenen en kwam tot 65 wedstrijden, voor geen enkele club kwam hij tot meer wedstrijden. Hij kwam daarin tot drie goals en vijf assists.

### Coventry City
Medio 2021 tekende hij een contract voor twee seizoenen bij reeksgenoot Coventry City. Hij speelde anderhalf jaar voor Coventry en kwam tot 41 wedstrijden, één goal en vijf assists. In januari 2023 werd hij tot het einde van het seizoen verhuurd aan Charlton Athletic, uitkomend in de League One. Daar speelde hij maar vijf wedstrijden voor, waarna hij terugkeerde bij Coventry, waar hij niet meer zou spelen.

### Stockport County
Nadat hij twee maanden onder contract stond voor Manchester 62 en zes wedstrijden speelde (één goal), liet hij daar zijn contract ontbinden. In maart 2024 tekende hij een contract tot het einde van het seizoen bij Stockport County, dat uitkwam in de League Two. Hij maakte zijn debuut tegen Salford City op 14 maart.

## Clubstatistieken
| Seizoen | Club                | Competitie      | Competitie | Competitie | Competitie | Beker | Beker | Beker | Totaal | Totaal | Totaal |
| Seizoen | Club                | Competitie      | Wed.       | Dlp.       | Ass.       | Wed.  | Dlp.  | Ass.  | Wed.   | Dlp.   | Ass.   |
| ------- | ------------------- | --------------- | ---------- | ---------- | ---------- | ----- | ----- | ----- | ------ | ------ | ------ |
| 2011/12 | Chelsea             | Premier League  | 0          | 0          | 0          | 0     | 0     | 0     | 0      | 0      | 0      |
| 2012/13 | → Preston North End | League One      | 3          | 0          | 0          | 2     | 0     | 0     | 5      | 0      | 0      |
| 2012/13 | → Blackburn Rovers  | Championship    | 14         | 0          | 1          | 0     | 0     | 0     | 14     | 0      | 1      |
| 2013/14 | → Blackburn Rovers  | Championship    | 27         | 2          | 2          | 1     | 0     | 0     | 28     | 2      | 2      |
| 2014/15 | → Bristol City      | League One      | 5          | 0          | 0          | 2     | 0     | 0     | 7      | 0      | 0      |
| 2014/15 | →Nottingham Forest  | Championship    | 8          | 1          | 0          | 0     | 0     | 0     | 8      | 1      | 0      |
| 2015/16 | → N.E.C.            | Eredivisie      | 31         | 1          | 2          | 3     | 0     | 0     | 34     | 1      | 2      |
| 2016/17 | Chelsea             | Premier League  | 0          | 0          | 0          | 0     | 0     | 0     | 0      | 0      | 0      |
| 2017/18 | → FC Groningen      | Eredivisie      | 11         | 0          | 0          | 1     | 0     | 0     | 12     | 0      | 0      |
| 2017/18 | → Oxford United     | League One      | 17         | 3          | 2          | 0     | 0     | 0     | 17     | 3      | 2      |
| 2018/19 | → Hull City         | Championship    | 39         | 3          | 1          | 2     | 0     | 0     | 41     | 3      | 1      |
| 2019/20 | QPR                 | Championship    | 32         | 1          | 0          | 4     | 0     | 2     | 36     | 1      | 2      |
| 2020/21 | QPR                 | Championship    | 28         | 2          | 3          | 1     | 0     | 0     | 29     | 2      | 3      |
| 2021/22 | Coventry City       | Championship    | 29         | 1          | 4          | 2     | 0     | 1     | 31     | 1      | 5      |
| 2022/23 | Coventry City       | Championship    | 9          | 0          | 0          | 1     | 0     | 0     | 10     | 0      | 0      |
| 2022/23 | → Charlton Athletic | League One      | 5          | 0          | 0          | 0     | 0     | 0     | 5      | 0      | 0      |
| 2023/24 | Manchester 62       | National League | 6          | 1          | 0          | 0     | 0     | 0     | 6      | 1      | 0      |
| 2023/24 | Stockport County    | League Two      | 3          | 0          | 1          | 0     | 0     | 0     | 3      | 0      | 1      |
| TOTAAL  | TOTAAL              | TOTAAL          | 267        | 15         | 16         | 19    | 0     | 3     | 286    | 15     | 19     |

Laatst bijgewerkt op 25 maart 2024